# Minamataverdrag

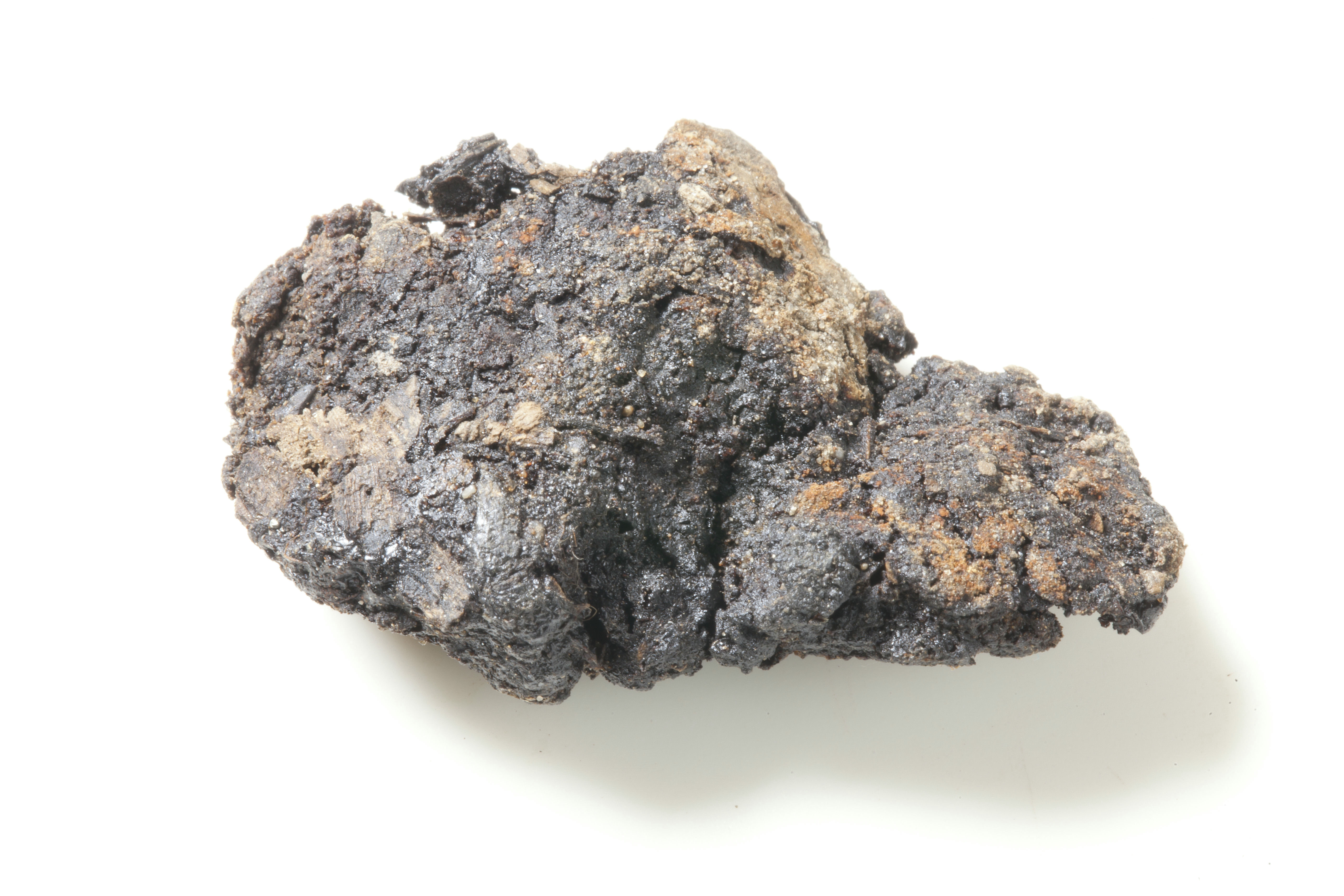
monster van kwik

Het Minamataverdrag of het verdrag van Minamata inzake kwik, is een mondiaal bindend verdrag dat veertig artikelen bevat. Deze artikelen  hebben betrekking op de risico's van kwik voor de menselijke gezondheid en het milieu.
De naam van het verdrag verwijst naar de Japanse stad Minamata, waar de bevolking in de jaren 1950-1960 het slachtoffer werd van een kwikvergiftiging, meer bekend als de Minamataziekte. Het doel van het verdrag is het  beschermen van de menselijke gezondheid en het milieu tegen antropogene uitstoot van kwik en kwikverbindingen. De artikelen van dit verdrag hebben  onder andere betrekking op:
- Het winnen van kwik en de handel daarin
- Het gebruik van kwik in producten en productieprocessen

Wat betreft kwikhoudende producten bepaalt het verdrag dat de productie, import en export van een aantal producten (opgelijst in deel I van bijlage A, waaronder kwikhoudende batterijen en fluorescentielampen) moet verboden worden tegen 2020; voor andere (opgelijst in deel II van bijlage A, meer bepaald tandheelkundig amalgaam) dienen maatregelen getroffen om het gebruik van kwik terug te dringen.
In productieprocessen opgelijst in deel I van bijlage B is het gebruik van kwik of kwikverbindingen na de gespecificeerde datum verboden (dit gaat over de productie van chlooralkali (chloor, waterstof, kaliumhydroxide en natriumhydroxide) tegen 2025, en van acetaldehyde waarbij kwik of kwikverbindingen als katalysator worden gebruikt tegen 2018). Voor productieprocessen opgelijst in deel II van bijlage B zijn maatregelen te nemen om het gebruik van kwik of kwikverbindingen te beperken.
- De maatregelen die getroffen moeten worden ter vermindering van de uitstoot van kwik in de kleinschalige goudmijnbouw
- Maatregelen voor het verminderen van emissies van productieprocessen
- De opslag en het behandelen van afval dat kwik bevat en het beheer van verontreinigde gebieden
- Financiële en technische ondersteuning bij de implementatie van het verdrag
- Voorlichting, bewustwording, educatie, onderzoek en monitoring

Het verdrag is aangenomen in Kumamoto op 10 oktober 2013. Het wordt van kracht "op de negentigste dag na de datum van nederlegging van de vijftigste akte van bekrachtiging, aanvaarding, goedkeuring of toetreding". De mijlpaal van de vijftig ratificaties werd gepasseerd op 18 mei 2017, nadat 
de Europese Unie (die het verdrag goedkeurde op 11 mei 2017) en zeven lidstaten van de EU hun ratificatie-instrument bij het hoofdkwartier van de Verenigde Naties in New York hadden neergelegd. Het verdrag wordt daardoor op 16 augustus 2017 wettelijk bindend voor de partijen die het verdrag ratificeerden.
Per 1 juni 2016 hadden 128 landen het verdrag ondertekend en 55 hadden het geratificeerd; de 55e partij was Finland. De bijgewerkte lijst van deze landen is te vinden op de website van het verdrag.